# دیوید د کوز
دیوید د کوز (انگلیسی: David de Coz؛ زادهٔ ۶ فوریهٔ ۱۹۸۰) بازیکن فوتبال اهل اسپانیا است.
از باشگاه‌هایی که در آن بازی کرده‌است می‌توان به باشگاه فوتبال لوگو، باشگاه فوتبال رئال مورسیا، باشگاه فوتبال رئال بتیس، باشگاه فوتبال کوردوبا، باشگاه فوتبال کادیس، باشگاه فوتبال گرانادا، و باشگاه فوتبال خرز اشاره کرد.